# Gerrit Meister
Gerrit Meister (* 7. Februar 1986) ist ein ehemaliger deutsch-US-amerikanischer American-Football-Spieler.

## Laufbahn
Meister spielte im Nachwuchs der Bremerhaven Seahawks, in den Spielzeiten 2007 und 2008 verstärkte der Offensive Lineman die Hamburg Blue Devils in der höchsten deutschen Liga, der GFL. In der Saison 2009 trug er wieder die Farben seiner Bremerhavener Heimatmannschaft, mit der er in der Oberliga antrat. Er spielte anschließend für den niederländischen Zweitligisten Groningen Giants, zur Saison 2011 ging der ausgebildete Verhaltenstherapeut in die GFL zurück und stand fortan in Diensten der Braunschweig Lions. Für Braunschweig spielte er bis zum Ende der Saison 2017. In dieser Zeit gewann der 1,89 Meter große und 130 Kilogramm schwere Spieler mit der Mannschaft 2013, 2014, 2015 und 2016 die deutsche Meisterschaft sowie 2015, 2016 und 2017 ebenfalls den Eurobowl.
Aus gesundheitlichen Gründen zog sich Meister 2018 aus dem Leistungssport zurück und übernahm zur 2018er Saison das Traineramt bei der zweiten Herrenmannschaft der Braunschweig Lions (Regionalliga). 2018 wechselte er als Assistenztrainer zu den Hildesheim Invaders in die GFL. In Hildesheim wurde er für die Betreuung der Offensive Line zuständig, Anfang September 2019 wurde ihm bis zum Saisonende das Cheftraineramt übertragen, nachdem sich der Verein vom bisherigen Trainergespann getrennt hatte.